# Come me
Come me è un singolo del cantautore italiano Gigi D'Alessio, pubblicato il 20 dicembre 2019.

## Descrizione
Il brano vede la partecipazione del rapper Luchè.

## Tracce
1. Come me (feat. Luchè) – 3:22